# Per Strand Hagenes
Per Strand Hagenes (Sandnes, 10 luglio 2003) è un ciclista su strada norvegese che corre per il Team Visma-Lease a Bike. Tra gli Juniores nel 2021 ha vinto la Corsa della Pace e il titolo mondiale in linea; è professionista dal 2024.

## Palmarès
- 2020 (Juniores)

Campionati norvegesi, Prova a cronometro Junior
Campionati norvegesi, Prova in linea Junior
- 2021 (Juniores)

Campionati norvegesi, Prova in linea Junior
2ª tappa, 2ª semitappa Aubel-Thimister-Stavelot (Thimister-Clermont > Thimister-Clermont)
Prologo One Belt One Road Nations' Cup Hungary (Nyíregyháza > Nyíregyháza, cronometro)
2ª tappa One Belt One Road Nations' Cup Hungary (Nyíregyháza > Nyíregyháza)
Classifica generale One Belt One Road Nations' Cup Hungary
3ª tappa Corsa della Pace Juniores (Teplice > Olbernhau)
Classifica generale Corsa della Pace Juniores
Campionati del mondo, Prova in linea Junior
- 2022 (Jumbo-Visma Development Team, tre vittorie)

3ª tappa, 2ª semitappa Triptyque des Monts et Châteaux (Ellezelles > Frasnes-lez-Anvaing)
2ª tappa Oberösterreich-Rundfahrt (Eferding > Niederkappel)
Parigi-Tours Espoirs
- 2023 (Jumbo-Visma Development Team, quattro vittorie)

Ronde van Drenthe
1ª tappa Olympia's Tour (TT Circuit Assen > TT Circuit Assen)
5ª tappa Quattro Giorni di Dunkerque (Roubaix > Cassel)
Münsterland Giro (con la Jumbo-Visma)

### Altri successi
- 2022 (Jumbo-Visma Development Team)

Classifica a punti Triptyque des Monts et Châteaux
Classifica giovani Triptyque des Monts et Châteaux

## Piazzamenti

### Classiche monumento
- Giro delle Fiandre

2024: 40º
2025: 53º
- Parigi-Roubaix

2024: 44º
2025: ritirato

### Competizioni mondiali
- Campionati del mondo su strada

Fiandre 2021 - In linea Junior: vincitore
Wollongong 2022 - In linea Under-23: 13º

### Competizioni continentali
- Campionati europei

Trento 2021 - Cronometro Junior: 6º
Trento 2021 - In linea Junior: 2º
Drenthe 2023 - In linea Under-23: 60º